# 코스라에주

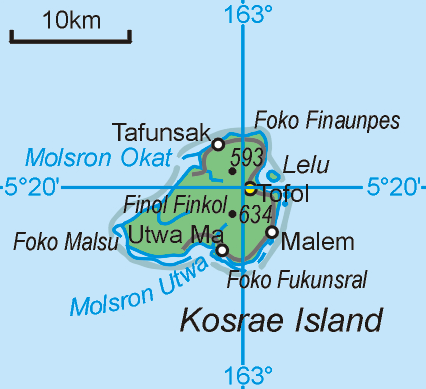
코스라에주의 위치

코스라에주(Kosrae) 또는 코스라에섬은 미크로네시아 연방을 구성하는 4개 주 가운데 하나이자 미크로네시아 연방의 섬이다. 캐롤라인 제도 최동단에 위치한다. 과거에는 쿠사이섬(Kusaie)이라는 이름으로 알려지기도 했으며 주도는 토폴이다. 면적은 110km2, 인구는 6,616명(2010년 기준), 섬의 최고점은 634m이다.
이 지역의 경제는 초기에는 조개를 화폐로 교환하는 것이 대부분이었지만 현재는 전통 농업과 어업이 주를 이룬다. 이 지역의 공용어는 코스라에어이지만 영어도 사용된다.

코스라에주의 기

## 같이 보기
- 코스라에날여우박쥐